# Джон Чарльз Доллман

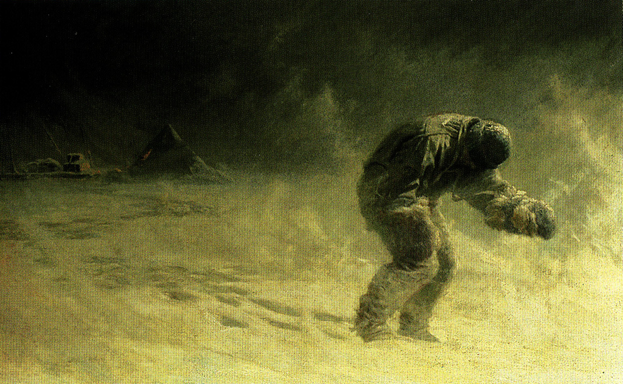
DollmanAVeryGallantGentleman

Джон Чарльз Доллман (англ. John Charles Dollman, 6 травня 1851, Хоув — 11 січня 1934, Лондон) — англійський художник та ілюстратор. Член Королівського товариства акварелістів, Королівського інституту художників-акварелістів, Королівського інституту художників олією.

## Біографія

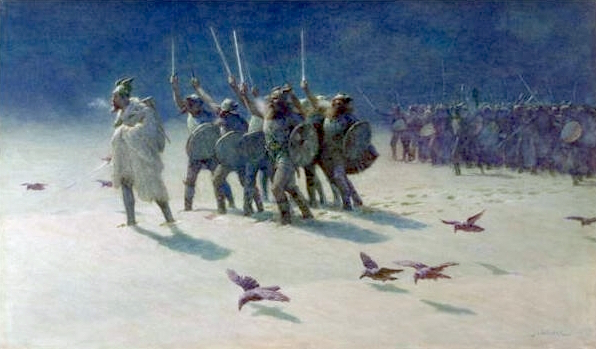
The Ravager

Джон Доллман народився в місті Хоув 6 травня 1851 року, але пізніше сім'я переїхала в Лондон, щоб Джон зміг отримати освіту в Південному Кенсінгтоні і Королівській академії мистецтв. Після закінчення навчання Джон організував студію в Бедфорд-парку Лондона. Джон Доллман був членом Королівської академії з 1870 по 1912 рік, став членом Королівського товариства акварелістів в 1913 році. Починаючи з 1880-х років, Доллман працював ілюстратором для багатьох журналів, таких як The Graphic. Ілюстрації виконувалися як в кольорі, так і в чорно-білій палітрі. Вважається, що деякі ранні роботи Джона Доллмана вплинули на творчість Вінсента Ван Гога.

## Творчість

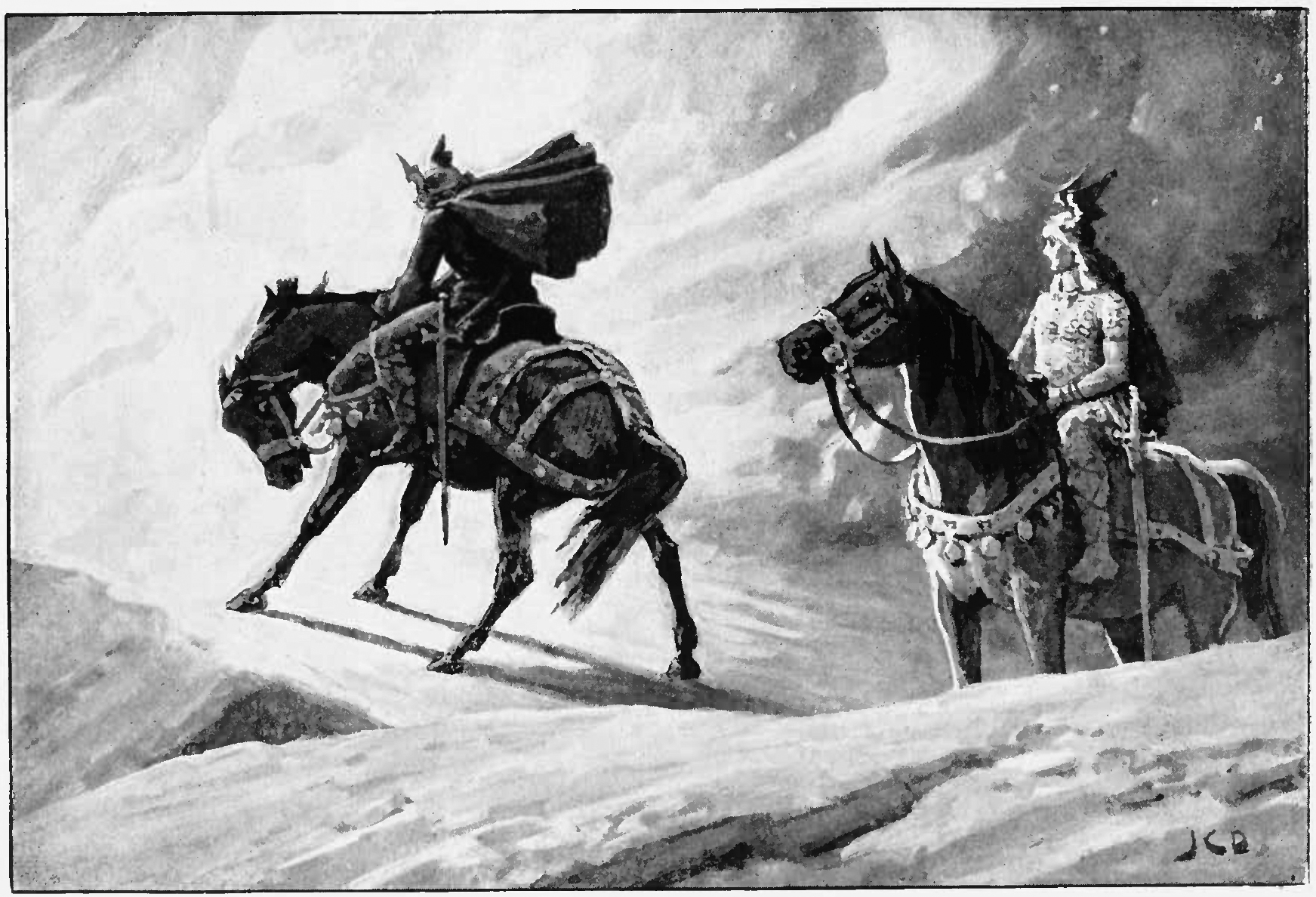
Sigurd and Gunnar at the Fire by J. C. Dollman

Центральною темою робіт Джона Доллман були міфологічні зображення, наприклад Vicing Foray. На картині «Руйнівники» (англ. Ravagers) зображена орда вікінгів. «Невідома» (англ. The Unknown) 1912 року зображує дівчину в оточенні шимпанзе. Слід тут же назвати картину «Орфей і його лютня з левами» (англ. Orpheus and his Lute with Lions). Доллман зображував на полотні сміливі композиції тварин і людей, такі як «Робінзон Крузо та П'ятниця» (англ. Robinson Crusoe and His Man Friday), «Поло» (англ. Polo) і «Мауглі стає ватажком Бандар-логів» (англ. Mowgli made leader of the Bandar-log) 1903 року. Можливо, найбільш відомою його роботою є «Стоянка лондонських кебів» (англ. A London Cab Stand) 1888 року, де сюжетний акцент зроблений на конях візників, що стоять в негоду на лондонській вулиці. Доллман виконав як мінімум три варіанти цієї картини, хоча винятком даний факт не є — в його творчості зустрічається створення і копій інших своїх картин. У 1890-ті роки він зображував солдатів. Вважається, що улюбленим жанром Доллмана було ілюстрування людей і тварин. Також він любив зображати диких звірів без будь-якої сюжетної лінії.

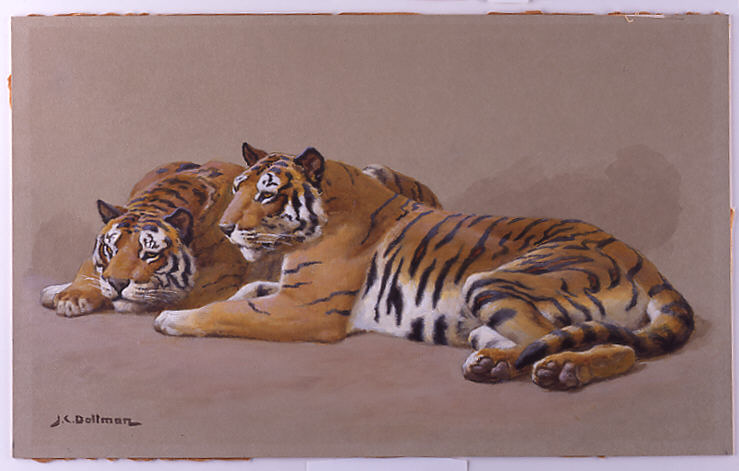
Tiger Studies MET sf-rlc-1975-1-907

Роботи Доллмана знаходяться в колекціях багатьох художніх галерей. «Судно іммігрантів» (англ. Immigrants 'Ship) (1884) зберігається в Художній галереї Південної Австралії в місті Аделаїда. «Руйнівник» (англ. The ravenger) у піклувальників Королівського товариства акварелістів в Лондоні. Одна з версій «Невідомого» (англ. The Unknown) в Laing Art Gallery Ньюкасл-апон-Тайна. «Стоянка лондонських кебів» (англ. London Cab Stand) зберігається в Музеї Лондона. A Dog's Home, Table d'Hote (1879) знаходиться в Walker Art Gallery Ліверпуля, During the Time of the Sermonses (1886) — в Музеї Харріса Престона, «Голод» (англ. Famine, 1904) — в Салфордській художній галереї.
Джон Чарльз Доллман помер 11 грудня 1934 року, у віці 83 років. Він був батьком зоолога і таксономіста Гая Доллмана